# Colors
Colors je studiové album amerického hudebníka Becka. Bylo vydáno dne 13. října roku 2017 (vydavatelství Capitol Records). Jeho nahrávání probíhalo již od roku 2013 ve studiu producenta Greg Kurstina v Los Angeles. První uvedenou písní z alba byla „Dreams“, kterou Beck zveřejnil již v červnu 2015. Téměř o rok později následovala píseň „Wow“. Jako třetí byla v srpnu 2017 zveřejněna „Dear Life“. Producenty většiny písní jsou Beck a Kurstin. V hitparádě Billboard 200 se deska umístila na třetí příčce.

## Seznam skladeb
1. Colors
2. 7th Heaven
3. I’m So Free
4. Dear Life
5. No Distraction
6. Dreams
7. Wow
8. Up All Night
9. Square One
10. Fix Me